# Max Hasak
Max Hasak (* 15. Februar 1856 in Wansen, Landkreis Strehlen; † 14. September 1934 in Berlin) war ein deutscher Architekt, Baubeamter und Architekturschriftsteller.

## Leben
Max Hasak wurde als Sohn des Rechtsanwalts und Notars Josef Hasak in Schlesien geboren. Schon als Schüler des König-Wilhelm-Gymnasiums in Reichenbach am Eulengebirge, wo er auch das Reifezeugnis erhielt, zeigte sich sein starkes Interesse für Latein, Kunst- und Kirchengeschichte. Von 1876 bis 1880 studierte Hasak an der Berliner Bauakademie Architektur.
Im Jahre 1880 bestand er die Bauführerprüfung „mit Auszeichnung“ und 1883 das Baumeisterexamen. Nach seiner Mitarbeit an dem Entwurf des Museums für Völkerkunde wurde Hasak als Baumeister der Ministerialkommission in Berlin zugeteilt. Der ehrenvolle Ruf zur Bearbeitung großer Baupläne für die Reichsbank wurde für sein ferneres Leben entscheidend. Nach seinen Entwürfen bzw. unter seiner Mitarbeit entstanden in den Jahren 1884 bis 1905 Reichsbankbauten in verschiedensten Städten Deutschlands. Sie geben ein gutes Zeugnis von Hasaks staatsdienstlicher Tätigkeit. Besonders deutlich wird dies an der klassizistischen Hauptfassade der Reichsbank am Hausvogteiplatz in Berlin. Außerdem führte Hasak den Neubau des Bode-Museums als staatlicher Bauleiter aus und leitete den Bau des Pergamonmuseums in seiner ersten Gestalt. Für seine Tätigkeit erhielt er den Ehrentitel Regierungsbaurat und wurde fest für die Berliner Museen angestellt.
Die besondere Begabung im Entwurf und Hasaks gründliche Beherrschung der Baukonstruktion führten dazu, dass ihm die Bearbeitung von Entwürfen zu Kirchengebäuden bei der Ministerialbaukommission übertragen wurde. So fand Hasak während und nach der Schaffung zahlreicher weltlicher Bauten den Weg zur katholischen kirchlichen Baukunst, besonders nach seinem Austritt aus dem Staatsdienst im Jahre 1906. Viele kirchliche Gebäude in Berlin und in der Provinz stellen ihn in die vorderste Reihe der Kirchenbaumeister seiner Zeit.
Eines seiner ersten Bauwerke war die unter seiner Leitung ausgeführte Kupferbedachung und die Krönung der Kuppel der St.-Hedwigs-Kathedrale durch die Laterne. Ein Vergleich des Entwurfs mit dem später aufgefundenen Kupferstich von Jean Laurent Legeay ergab die vollständige Übereinstimmung mit dem Original: ein Beweis des feinen Einfühlens Hasaks in die klassische Epoche der friderizianischen Zeit.
Auch nach Beendigung seiner Baumeister-Tätigkeit gönnte sich Hasak keine Ruhe. In Fach- und Kunstzeitschriften veröffentlichte er zahlreiche Aufsätze. Seine Monographien Der Dom zu Köln, Das Münster in Straßburg, Die St. Hedwigskirche in Berlin mit zahlreichen Urkunden und vorzüglichen Photographien zeigen Hasaks Bedeutung nicht nur als Kirchenbaumeister, sondern auch als Kunsthistoriker. In Anerkennung seiner Verdienste um die Erforschung der Kunst des Mittelalters erhielt er 1926 die Ehrendoktorwürde der Technischen Hochschule Danzig.

## Werk (Auswahl)

### Bankgebäude

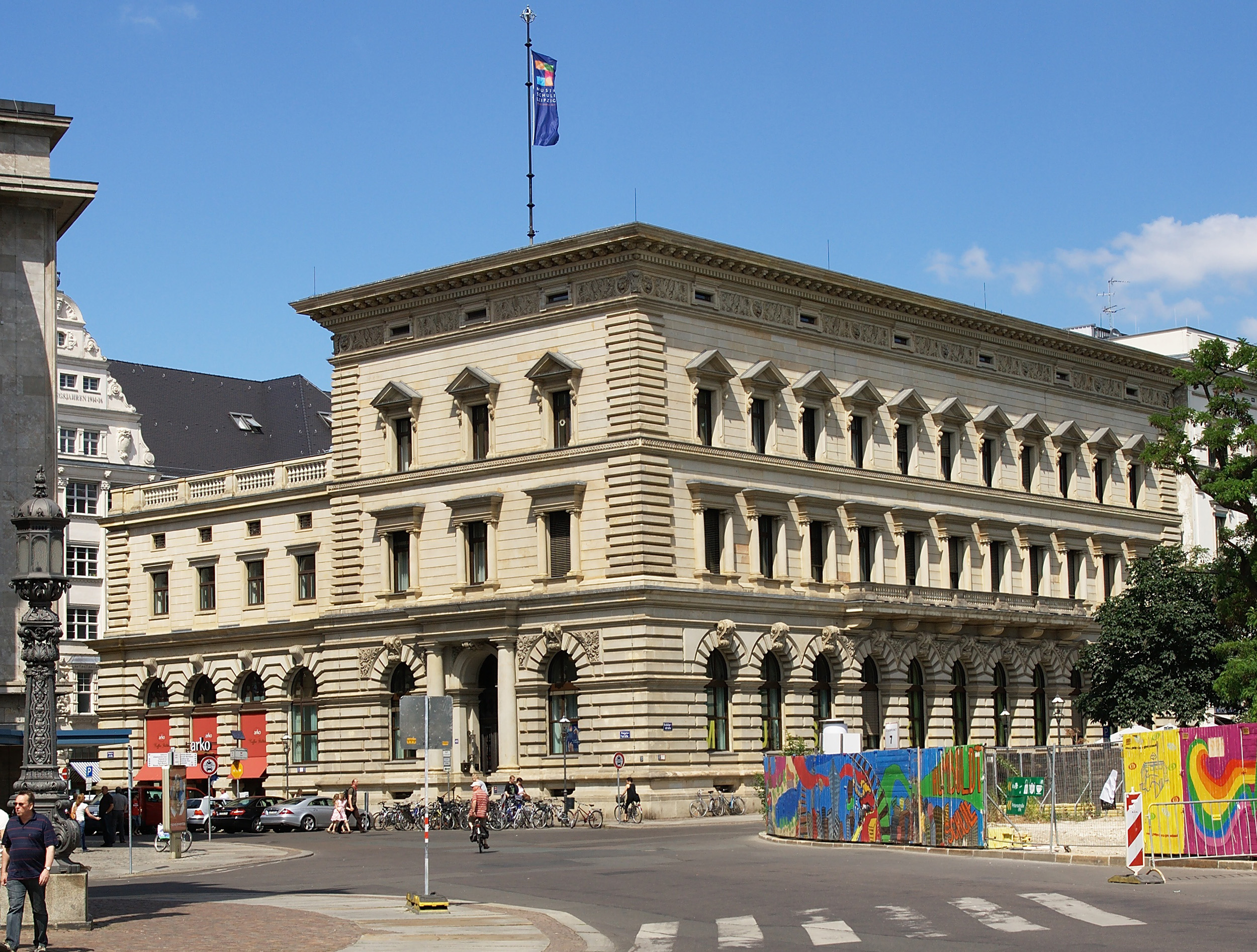
Ehemalige Reichsbank-Hauptstelle Leipzig, jetzt Musikschule Leipzig Johann Sebastian Bach (2010)

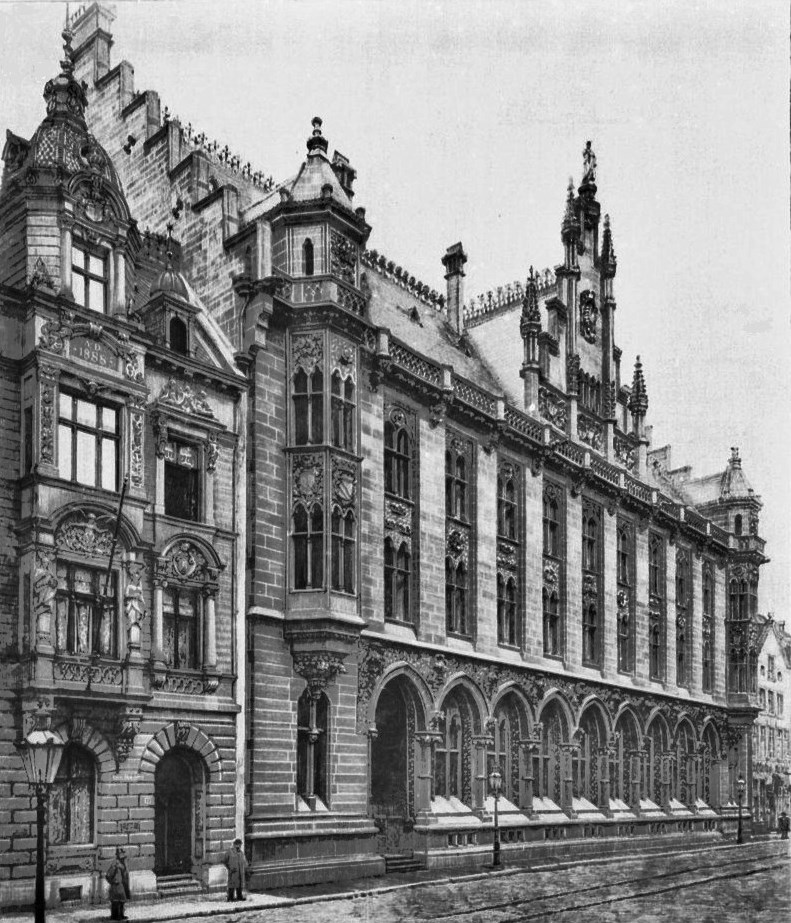
Ehemalige Reichsbank-Hauptstelle Köln

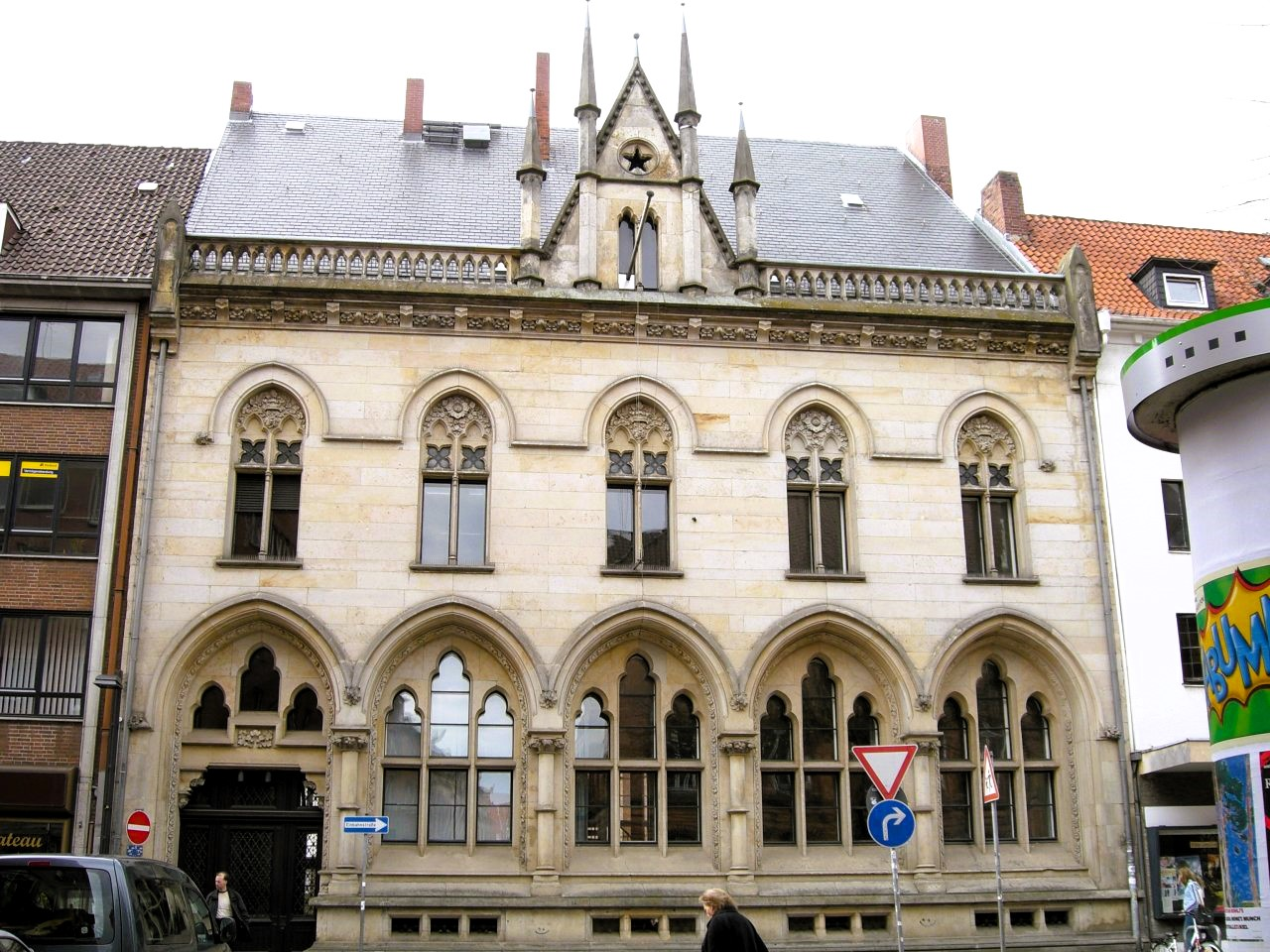
Ehemalige Reichsbank-Filiale Lübeck (2006)

- 1884–1886: Reichsbank-Stelle Chemnitz, Kronenstraße / Poststraße (nach Kriegsschäden abgerissen)
- 1886–1887: Reichsbank-Hauptstelle Leipzig, Petersstraße 43 (erhalten)
- 1888–1889: Reichsbank-Stelle Aachen, Theaterstraße 17 (nach mehrfachen Veränderungen im EG 1998 umfassend restauriert)
- 1889–1890: Reichsbank-Nebenstelle Rheydt (i. e. Mönchengladbach-Rheydt), Stresemannstraße 26 (nicht erhalten)
- 1889–1890: Reichsbank-Nebenstelle Neuss, Königstraße 13
- 1889–1890: Reichsbank-Nebenstelle Iserlohn (Westfalen), Gartenstraße 19
- 1890–1891: Reichsbank-Nebenstelle Sorau (Niederlausitz)
- 1890–1891: Reichsbank-Nebenstelle Reutlingen, Schulstraße 11
- 1890–1891: Reichsbank-Nebenstelle Heilbronn, Klarastraße 20 (1973 abgerissen)
- 1890–1891: Reichsbank-Nebenstelle Kempten (Allgäu)
- 1890–1891: Reichsbank-Nebenstelle Lüdenscheid (Westfalen), Sauerfelder Straße 7 (um 1915 erweitert, unter Denkmalschutz)
- 1891/1892: Reichsbank-Stelle Glogau (Niederschlesien), Wilhelmsplatz(?)
- 1891: Reichsbank Plauen (Vogtland)
- 1891: Reichsbank-Stelle Stralsund (1927 durch Neubau ersetzt?)
- 1891–1892: Reichsbank-Stelle Elberfeld (i. e. Wuppertal-Elberfeld), Bankstraße 23
- 1892–1893: Reichsbank-Stelle Karlsruhe, Herrenstraße 30/32 (erhalten)
- 1892–1893: Reichsbank-Stelle Mainz, Kaiserstraße 52 (erhalten)
- 1892–1894: Reichsbank-Stelle Münster (Westfalen), Domplatz 36 (erhalten)
- 1892–1894: Erweiterungsbau der Reichshauptbank Berlin, Hausvogteiplatz 14 (zerstört)
- 1894: Reichsbank-Stelle Lübeck, Königstraße 42
- 1894–1896: Reichsbank-Hauptstelle Hannover, Georgsplatz
- 1894–1897: Reichsbank-Hauptstelle Köln, Unter Sachsenhausen 1–3 (nach Kriegsschäden verändert, heutige Nutzung durch die Deutsche Bank)[2]
- ca. 1895: Reichsbank-Nebenstelle Halberstadt
- 1896–1897: Reichsbank-Nebenstelle Düren (Rhld.), Bismarckstraße 4
- vor 1897: Reichsbank-Stelle Schweidnitz (Niederschlesien)
- 1897: Reichsbank-Stelle Hildesheim, Zingel 34
- 1899–1900: Reichsbank-Stelle Bielefeld, Herforder Straße 11 (nach Kriegsschäden verändert, abgerissen ca. 1975)
- 1898–1899: Reichsbank-Stelle Bochum, Kortumstraße 49 (durch Umbau völlig verändert)
- 1899–1901: Reichsbank-Stelle Ulm, Olgastraße/Frauenstraße
- ca. 1900: Reichsbank-Stelle Braunschweig, Bruchtorwall 6 (nach Kriegsschäden verändert)
- 1900–1902: Reichsbank-Hauptstelle München, Ludwigstraße 28 (1937 abgebrochen)
- 1900–1902: Reichsbank-Stelle Freiburg (Breisgau), Am Karlsplatz, heute Leopoldring (erhalten)
- 1901–1902: Reichsbank-Stelle Brandenburg, Neustädtischer Markt 10 (seit 1976 unter Denkmalschutz)
- 1901–1902: Reichsbank-Stelle Fulda, Rabanusstraße 12
- 1901–1903: Reichsbank-Nebenstelle Trier, Christophstraße 13/14 (verändert)
- um 1904: Reichsbank-Hauptstelle Danzig, Am Hohen Tor / Karrenwall

sowie
- vor 1930, vermutlich vor 1914: Stralauer Genossenschaftsbank, Berlin-Friedrichshain

### Kirchen und Gemeindebauten

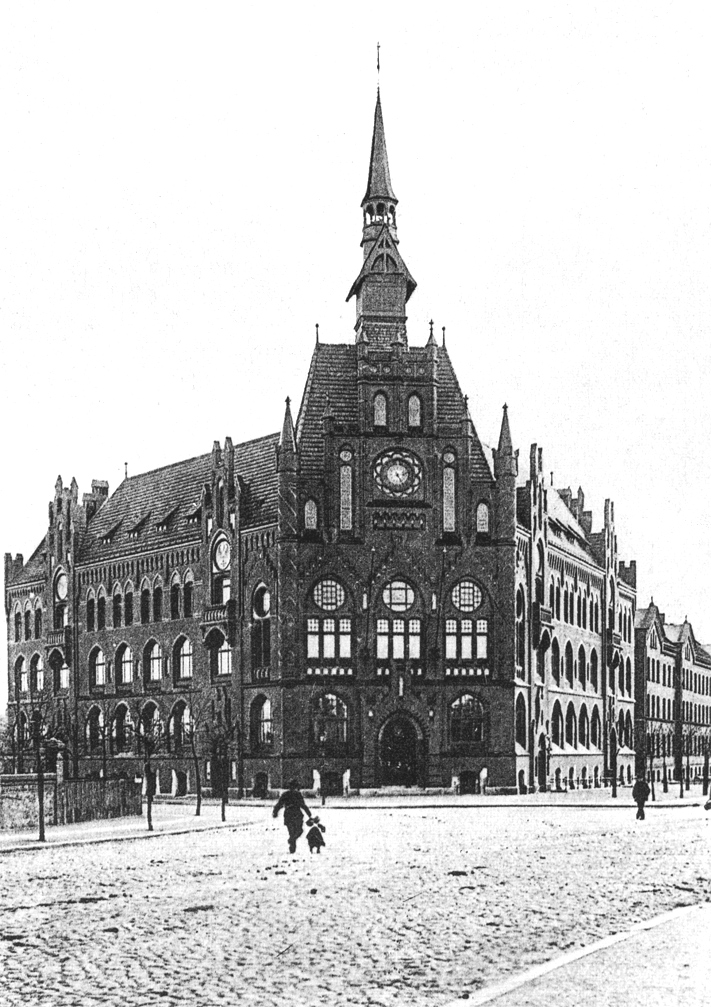
Das Rathaus Lichtenberg im Jahr 1909

- um 1884: Friedhofskapelle und Friedhofsmauer mit Eingangsportal des Friedhofs der St.-Hedwig-Gemeinde in Berlin-Weißensee
- 1884–1887: Umbau der kath. Kathedrale St. Hedwig in Berlin-Mitte, Kaiser-Franz-Joseph-Platz
- Entwurf 1890–1892: evang. Heilandskirche in Berlin-Moabit, Thusneldaallee (Entwurfsbearbeitung unter Friedrich Schulze) (nach Kriegsschäden erheblich verändert)
- 1890–1893: kath. Pfarrkirche St. Sebastian in Berlin-Wedding, Gartenplatz (verändert)
- 1891–1892 und 1905–1906: kath. Pfarrkirche St. Mauritius in Berlin-Lichtenberg, Mauritiuskirchstraße
- 1893–1894: kath. Pfarrkirche St. Pius in Berlin-Friedrichshain, Palisadenstraße (nach Kriegsschäden verändert)
- 1895–1898: kath. Pfarrkirche St. Mariä Himmelfahrt in Schwedt an der Oder, Vierradener Platz (1968/1970 innen verändert)
- 1898: Rathaus Lichtenberg
- ca. 1901: Pfarrhaus der kath. Pfarrkirche St. Ludwig in Berlin-Wilmersdorf
- 1904–1920: kath. Pfarrkirche Ss. Corpus Christi in Berlin-Prenzlauer Berg, Conrad-Blenkle-Straße (Interimskirche 1904, fester Bau 1907–1908, erweitert bei Wiederaufbau nach Brandschaden 1915–1920)
- 1906–1907: kath. Pfarrkirche St. Bonifatius in Berlin-Kreuzberg, Yorckstraße
- um 1907: Erweiterung und Restaurierung der kath. Stadtpfarrkirche Mariä Geburt in Leobschütz (Oberschlesien)
- um 1907: Friedhofskapelle der kath. Herz-Jesu-Gemeinde in Berlin-Charlottenburg
- 1908–1909: Pfarrhaus der kath. Pfarrkirche St. Joseph in Luckenwalde
- 1911: katholische Pfarrkirche St. Joseph mit Pfarrhaus in Trebbin
- 1911–1912: kath. Pfarrkirche Heilig Kreuz in Berlin-Wilmersdorf, Hildegardstraße (1972/1973 innen stark verändert)
- um 1913: Toranlage auf dem Alten Kirchhof der evang. St.-Nicolai- und St.-Marien-Gemeinde in Berlin-Prenzlauer Berg, Prenzlauer Straße 62
- 1913–1914: kath. Pfarrkirche St. Joseph in Luckenwalde
- 1914–1921: Schule der kath. Pfarrgemeinde St. Joseph in Luckenwalde

### Krankenhäuser, Museen, Wohn- und Geschäftshäuser
- 1888–1889: Erweiterung des Hospitals für Altersschwache des St.-Hedwig-Krankenhauses in Berlin-Mitte, Große Hamburger Straße 5/6 (erhalten)
- 1889–1890: Villa Georg Giesecke (für Georg Giesecke, Fabrikant in Firma Schelter & Giesecke) in Leipzig, Karl-Tauchnitz-Straße 21 (erhalten)
- 1890–1891: Krankenbaracken des Koch’schen Institutes für Infektionskrankheiten im Charité-Krankenhaus in Berlin-Mitte
- 1890–1892: kath. St.-Joseph-Krankenhaus der Kongregation der Grauen Schwestern von der Heiligen Elisabeth in Berlin-Mitte, Niederwallstraße 9 (erhalten)
- 1897–1899: Pergamon-Museum in Berlin-Mitte, Museumsinsel (Interimsbau nach Entwurf von Fritz Wolff, Hasak als technischer Leiter der Ausführung)
- 1897–1904: Kaiser-Friedrich-Museum (heutiges Bode-Museum) in Berlin-Mitte, Museumsinsel (Entwurf von Ernst von Ihne, Hasak als technischer Leiter der Ausführung)
- 1906–1907: Wohnbebauung um die kath. Pfarrkirche St. Bonifatius in Berlin-Kreuzberg
- 1907–1908: Wohnhäuser der kath. Pfarrgemeinde Corpus Christi in Berlin-Prenzlauer Berg
- 1911–1912: Wohnhäuser der kath. Pfarrgemeinde Heilig Kreuz in Berlin-Wilmersdorf
- 1922: Aufstockung des Geschäftshauses des Verlags Guido Hackebeil AG in Berlin-Kreuzberg, Lindenstraße (nicht erhalten)[3]

### Eigene Veröffentlichungen
- Die Predigtkirche im Mittelalter. (Sonderdruck aus der Zeitschrift für Bauwesen, Jahrgang 1893.) Verlag von Wilhelm Ernst & Sohn, Berlin 1893 (Wikisource).
- Haben Steinmetzen unsere mittelalterlichen Dome gebaut? (Sonderdruck aus der Zeitschrift für Bauwesen, Jahrgang 1895.) Verlag von Wilhelm Ernst & Sohn, Berlin 1895.
- Zur Geschichte des Magdeburger Dombaues. (Sonderdruck aus der Zeitschrift für Bauwesen, Jahrgang 1896.) Verlag von Wilhelm Ernst & Sohn, Berlin 1896.
- Wie schafft man Ornamente? Verlag von Ernst Wasmuth, Berlin 1897.
- Das Laubwerk und der ornamentale Schmuck der Reichsbank in Köln am Rhein. Verlag von Ernst Wasmuth, Berlin 1897.
- Geschichte der deutschen Bildhauerkunst im 13. Jahrhundert. Verlag von Ernst Wasmuth, Berlin 1899.
- Die Kirchen Groß St. Martin und St. Aposteln in Köln. In: Die Baukunst. Serie 1.11 (Hrsg. von R. Borrmann und R. Graul), Verlag von W. Spemann, Berlin, Stuttgart 1899 (Wikisource).
- Handbuch der Architektur, 2. Teil: Die Baustile – Historische und technische Entwicklung, 4. Band: Die romanische und die gotische Baukunst. 3. Heft: Der Kirchenbau. Arnold Bergsträsser Verlagsbuchhandlung, Stuttgart 1902 (diglib.tugraz.at).
- Handbuch der Architektur, 2. Teil: Die Baustile – Historische und technische Entwicklung, 4. Band: Die romanische und die gotische Baukunst, 4. Heft: Einzelheiten des Kirchenbaues. Arnold Bergsträsser Verlagsbuchhandlung, Stuttgart 1903.
- Heimische Dachformen. Verlag von Ernst Wasmuth, Berlin 1910.
- Zeittafeln der Denkmäler mittelalterlicher Baukunst von Franz Mertens (Hrsg. von M. Hasak und K. Markgraff). Verlag von Ernst Wasmuth, Berlin 1910.
- Der Dom der heiligen Petrus zu Köln am Rhein (1. Band der Reihe: Die deutschen Dome). Hermann Walther Verlagsbuchhandlung, Berlin 1911 (Commons).
- Handbuch der Architektur, 2. Teil: Die Baustile – Historische und technische Entwicklung, 4. Band: Die romanische und die gotische Baukunst, 3. Heft: Der Kirchenbau des Mittelalters. J.M. Gebhardts Verlag, Leipzig 1913 (2. Auflage).
- Kunstgewerbe gehört in des Baumeisters Faust. In: Deutsche Bauzeitung, 1917, S. 31.
- Das deutsche Buch fürs deutsche Volk. Großtaten deutschen Geistes auf allen Gebieten: Deutsche Malerei, S. 41–58, Die Geschichte der deutschen Bildhauerkunst, S. 269–283, Die deutsche Baukunst. S. 365–381. Phönix-Verlag, Kattowitz 1918.
- Was der Baumeister vom Mörtel wissen muß. Kalkverlag, Berlin 1925.
- Handbuch der Architektur, 2. Teil: Die Baustile – Historische und technische Entwicklung, 4. Band: Die romanische und die gotische Baukunst, 4. Heft: Einzelheiten des Kirchenbaues. J. M. Gebhardts Verlag, Leipzig 1927 (2. Auflage).
- Das Münster Unserer Lieben Frau zu Straßburg im Elsaß. (2. Band der Reihe: Die deutschen Dome). Verlag von Guido Hackebeil, Berlin 1927.
- Die St. Hedwigskirche in Berlin und ihr Erbauer Friedrich der Große. (3. Band der Reihe: Die deutschen Dome). Verlag von Carl Heymanns, Berlin 1932.